# Молдованка (Молдавия)
Молдованка (рум. Moldoveanca, Молдовянка) — село в Фалештском районе Молдавии. Наряду с селом Логофтены входит в состав коммуны Логофтены.

## География
Село расположено на высоте 78 метров над уровнем моря.

## Население
По данным переписи населения 2004 года, в селе Молдовянка проживает 672 человека (300 мужчин, 372 женщины).
Этнический состав села:
| Национальность | Число жителей | Процентный состав |
| -------------- | ------------- | ----------------- |
| украинцы       | 524           | 77.98             |
| молдаване      | 109           | 16.22             |
| русские        | 38            | 5.65              |
| гагаузы        | 1             | 0.15              |
| Всего          | 672           | 100%              |